# Johann David Beil

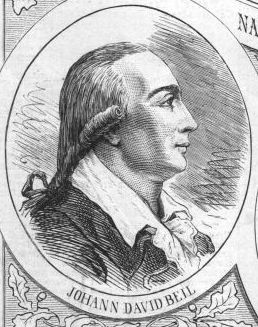
Johann David Beil

Johann David Beil (* 11. Mai 1754 in Chemnitz; † 12. August 1794 in Mannheim) war ein deutscher Schauspieler und Bühnendichter.
Beil zeichnete sich schon auf dem Gymnasium durch satirisch-poetisches Talent aus und bezog die Universität Leipzig, um die Rechte zu studieren. Die Vorliebe zu Platners Vorträgen entzog ihn dem Rechtsstudium, und die Launen des Hasardspiels, dem er übermäßig ergeben war, führten ihn dem Theater zu; er ließ sich 1775 in Naumburg bei einer reisenden Gesellschaft engagieren.
Durch Vermittlung des Koadjutors Karl Theodor von Dalberg in Erfurt erhielt er 1777 eine Anstellung am Hoftheater zu Gotha und nach Aufhebung desselben (1779) eine am kurfürstlichen Theater zu Mannheim, wo er von Jahr zu Jahr in der Gunst des Publikums stieg.
Hatte Beil bisher besonders in komischen. Charakterrollen geglänzt, so ward jetzt durch Schröder bei dessen Anwesenheit in Mannheim (1780) auch sein Talent für das Tragische geweckt, worin er später manche der trefflichsten Darstellungen gab. Er starb am 12. August 1794 in Mannheim.
Unter seinen Bühnenstücken (gesammelt in Zürich 1794, 2 Bde.) fanden das Schauspiel „Die Spieler“ und die Lustspiele „Die Schauspielerschule“ und „Armut und Hoffart“ den meisten Beifall.